# Roman (film)
Pour les articles homonymes, voir Roman.
Pour plus de détails, voir Fiche technique et Distribution.
Roman est un film américain d'Angela Bettis sorti en 2006.

## Distribution
- Lucky McKee : Roman
- Nectar Rose : Eva
- Kristen Bell : Isis